# Genesis P-Orridge
Genesis Breyer P-Orridge (Mánchester, Inglaterra, 22 de febrero de 1950-Estado de Nueva York, Estados Unidos, 14 de marzo de 2020) fue una artista, música de música experimental y escritora transgénero británica.
Sus primeras apariciones públicas se dieron como parte del colectivo artístico COUM Transmissions entre finales de los sesenta y principios de los setenta junto con la banda seminal de música industrial Throbbing Gristle, con la que abordó espinosos asuntos como la prostitución, la pornografía, el nazismo, los asesinos en serie y el ocultismo, entre otros, generando una enorme polémica. Sus trabajos posteriores como mente creadora de Psychic TV y Thee Majesty recibieron una más grata acogida por parte del público, incluyendo varios singles de éxito comercial de gran resonancia. La firma de Genesis P-Orridge puede encontrarse en más de doscientos trabajos. Fue un símbolo del movimiento transgénero en los años setenta.

## Biografía
Genesis P-Orridge nació en 1950 en la localidad de Victoria Park, Mánchester. Sus padres estaban inmersos en el universo del arte, más concretamente en el teatro y la música. Sin ir más lejos, en el CD A Hollow Cost aparece una fotografía de Genesis con tan solo cinco años de edad.
De niña se le diagnosticó asma, y los médicos le prescribieron esteroides, medicación de la que acabaría convirtiéndose adicta con el paso de los años. Durante su adolescencia asistió a la Escuela de Secundaria Solihull.

### Primeras inspiraciones
Precoz y ávida lectora, Genesis comenzó a mostrar interés por el ocultismo. En su ensayo Effects Of Childhood: Genesis P-Orridge asegura que su abuela, Edith Swindells, era médium. La familia Megson vivía en Epping Forest, Loughton. De su padre Ron, músico de jazz, Genesis dijo haber adquirido el gusto por el bebop y por Nat King Cole.
En los suburbios de Gadley, en su Mánchester natal, escuchó por primera vez a los Rolling Stones. Desde entonces, se convirtieron en una verdadera obsesión para Genesis, en especial Brian Jones. Genesis encontraba irresistibles las cualidades artísticas de Jones, tanto su poderosa androginia como esa conexión telepática con la música que Genesis afirmaba ver en él. Según los créditos que acompañan al disco Godstar: Thee Director's Cut de Psychic TV, Megson llegó a conocer a Jones durante la grabación de un programa musical de televisión llamado Thank Your Lucky Stars el 21 de marzo de 1966 en Aston, Birmingham. Esta experiencia, junto con su entrada en ambientes Mod y el consecuente modo de vestirse en ellos, terminaron por marcar definitivamente el resto de la vida de Genesis, ya como Genesis P-Orridge, reflejada en un proceso de autoconocimiento que canalizó a través de la escritura, la actuación, el teatro, la pintura, el cine, la música y varias disciplinas espirituales, rituales y físicas.
Además de todo esto, en la poliédrica y abstracta personalidad de P-Orridge se reconocen otras fuertes influencias como Frank Zappa, Velvet Underground, The Fugs, The Doors, John Cage, Andy Warhol, Salvador Dalí, John C. Lilly, Carl Jung, Aleister Crowley, Guy Debord, Austin Osman Spare, Brion Gysin y William S. Burroughs.

### Cambio de nombre y COUM Transmissions
En 1965, decidió meterse en la piel de Genesis P-Orridge. Publicó su primera grabación, Early Worm, bajo su nueva identidad, en 1968, y cambió legalmente su nombre en 1971. En aquel mismo año conoció a William S. Burroughs, tras una breve correspondencia entre ambos. Tal como Genesis reconoció años después, Burroughs se convirtió en una especie de tutor para ella y la introdujo por primera vez en la magia de Aleister Crowley. 
Tras abandonar sus estudios en la Universidad de Hull en 1969, Genesis se unió a Exploding Galaxy, una comuna situada en Islington Park Street (Londres). Sus miembros abandonaron toda forma de vida convencional, renunciaron a la privacidad y a la pertenencia a la estructura social británica. Todas las normas se regían bajo una férrea disciplina, incluyendo una estricta uniformidad, así como el rechazo a toda convención social preestablecida. 

### Throbbing Gristle
Regresó a Hull en el norte de Londres y formó un colectivo junto a su cómplice en la incorrección política, la artista Cosey Fanni Tutti. El grupo alquiló un local en un centro de ocio situado en el 8 de Prince Street, una especie de asociación para pranksters a la que Genesis bautizó como "Ho-Ho House". También la llamarían "The Alien Brain" después de descubrir una escultura al estilo de Nam June Paik en uno de los patios del edificio. COUM Transmissions, comenzó siendo una banda al estilo de Captain Beefheart pero acabó basando sus actuaciones en puras improvisaciones, que incluían por ejemplo a Genesis tocando unos tambores africanos mientras entraba en una especie de trance psíquico.
Cosey Fanni Tutti y Genesis P-O fueron concretando cada vez más los objetivos de las acciones de COUM, transformando sus actuaciones en verdaderas performances artísticas en la más pura tradición Fluxus. El grupo se separó en 1981. 

### Psychic TV

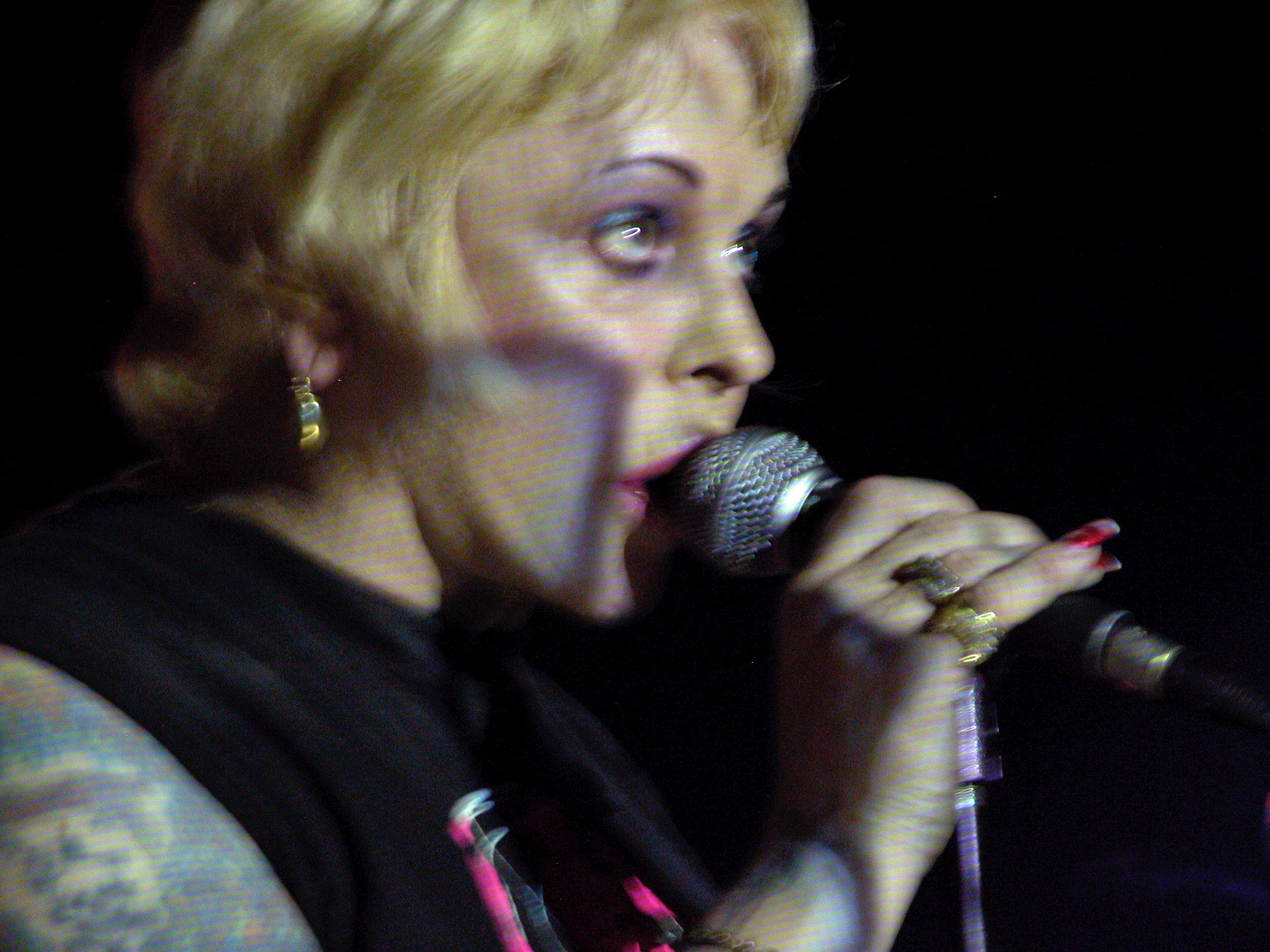
Genesis P-Orridge en 2007.

Tras la separación de Throbbing Gristle, P-Orride y Christopherson forman Psychic TV, con incursiones ocasionales en el punk, la psicodelia y la música experimental. En Psychic TV, P-Orridge se inspira en el marqués de Sade, Charles Manson y más particularmente en William Burroughs, de quien recibió respeto y la definición, que de acuerdo a Burroughs, Psychic TV provee «el trabajo más importante con la comunicación que yo sepa del medio popular». El uso de tácticas de guerrillas en la guerra de la información por parte del grupo, es la continuación del trabajo iniciado en Throbbing Gristle, donde hace uso de amplias lecturas de pensamiento Situacionista deconstruccionista. 

### Escándalo y exilio en Estados Unidos
En 1992, un documental de Channel 4, acusó falsamente a P-Orridge de abusar sexualmente de niños, lo que resultó en una investigación policial. La policía británica incautó vídeos, libros y revistas de Orridge en Brighton, después de un vídeo artístico de Psychic TV sobre el abuso infantil de corte "satánico" fue sacado de contexto. Aunque P-Orridge fue exonerada posteriormente de dicha acusación al comprobarse su inocencia y Channel 4 se retractó públicamente de esa falsa acusación. El escándalo generado fue tan grave que la artista dejó el Reino Unido y se instaló en la ciudad de Nueva York.

### Proyecto Pandroginia
En 1993, conoce a la que sería su segunda y última esposa, la artista Jaqueline Breyer, más adelante conocida como Lady Jaye. Con ella, comienza un proyecto radical de transición de género: el proyecto Pandroginia. En sí, era un proceso mediante el cual la pareja, se comprometió a una serie de modificaciones corporales para terminar pareciendo gemelas. Al poco tiempo, ambos comenzaron a usar el nombre «Breyer P-Orridge» y a hablar de sí mismas en plural, simbolizando que uno siempre está en el otro. En 2007, Lady Jaye murió, aun así, el proyecto siguió, hasta la muerte de la propia Genesis.

### Thee Majesty
En 1998, P-Orridge estaba terminando su asociación con el nombre Psychic TV, la banda que crearon después de la separación de Throbbing Gristle. La primera actuación importante de Thee Majesty fue en 1998 en Estocolmo, Suecia, en un festival internacional de palabras habladas que incluyó a Michael Gira y Wanda Coleman, entre otros artistas notables de palabras habladas.La primera alineación de Thee Majesty para el programa de Suecia incluyó a P-Orridge, Larry Thrasher, Bachir Attar y Chandra Shukla.
Más tarde, en Nueva York, P-Orridge conoció a Bryin Dall y comenzó a realizar presentaciones en vivo en Nueva York y San Francisco, y giras con la banda industrial Pigface. La segunda gran actuación de The Majesty fue en el Royal Festival Hall de Londres, Inglaterra, el 1 de mayo de 1999, que también fue el espectáculo "final" de PTV. El programa se llamó Time's Up, que también era el nombre del CD debut del nuevo proyecto, lanzado por el sello de Dall The Order of the Suffering Clown a través de World Serpent Distribution.
Desde entonces, Thee Majesty siguió siendo un proyecto intermitente, solo tocando festivales esporádicos, eventos de arte y lugares íntimos en Europa y los Estados Unidos, y lanzando muy pocos álbumes de estudio originales. En 2009, Thee Majesty interpretó un espectáculo aclamado por la crítica sobre un tema de historia de los transgéneros en el Centro Pompidou.

### Fallecimiento
En octubre de 2017, P-orridge anunció que padecía de leucemia, lo que la obligó a cancelar todas las presentaciones de Psychic TV que tenían programadas. Falleció a los setenta años el 14 de marzo de 2020 a consecuencia de esa enfermedad.

## Discografía
Nota: Indica lanzamientos específicamente acreditados por Genesis P-Orridge, en trabajos con PTV, véase discografía de Psychic TV, para trabajos con Throbbing Gristle, véase la discografía de Throbbing Gristle.
- Interview By TOPYSCAN
- The Industrial Sessions 1977
- What's History (1983)
- Je T'Aime (1985)
- Alaura/Slave Priest (1990)
- What's History (1990)
- At Stockholm (1995)
- Vis Spei (1995)
- A Perfect Pain (con Merzbow) (1999)
- Direction Ov Travel (2002)
- Painful 7 Inches (2002)
- Wordship (2003)
- When I Was Young (2004)